# Bank of Beirut Sporting Club
Il Bank of Beirut  Sporting Club è una squadra libanese di calcio a 5  con sede a Beirut. È stata fondata nel 2013.

## Palmarès
- Campionato libanese: 4

2013-14, 2014-15, 2016-17, 2017-18
- Coppa del Libano: 3

2014-15, 2015-16, 2017-18
- Supercoppa del Libano: 2

2014, 2017